# Kjersti Plätzer
Kjersti Tysse Plätzer, norveška atletinja, * 26. januar 1972, Os, Norveška.
Nastopila je na poletnih olimpijskih igrah v letih 2000, 2004 in 2008, v letih 2000 in 2008 je osvojila naslova olimpijske podprvakinje v hitri hoji na 20 km, leta 2004 pa dvanajsto mesto. Na svetovnih prvenstvih je dosegla četrto mesto leta 2007.